# Arroyo Sánchez Grande
El arroyo Sánchez Grande es un curso de agua uruguayo que atraviesa el departamento de Río Negro perteneciente a la cuenca hidrográfica del Río de la Plata.
Nace en la Cuchilla de Haedo y desemboca en el arroyo Coladeras tras recorrer alrededor de 29 km.